# Лахмаџун (Турска пица)
Лахмаџун или турска пица, је танко тесто премазано зачињеним филом од говедине. Обично се служи уз свежу салату и љуте црвене папричице. Лахмаџун представља једно од најпопуларнијих турских јела.

## Састојци и припрема
Лахмаџун садржи млевено месо, љуте папричице, парадајз, першун , парадајз пасту, бели и црни лук, црни бибер и со . Ови састојци се добро замесе узимањем довољно воде. Овај материјал се размазује ручно тако што се ставља на тесто дебљине приближно 2-3 милиметра и пречника приближно 20-25 центиметара . Кува се у каменој пећи . Може се јести и тако што ћете исцедити лимун и додати першун .

## Етимологија
Назив лахмаџун потиче од арапске речи лахм би ајин (لحم عجين), што значи месно тесто.

## Историјат
Хиљадама година, на Блиском истоку хлеб се традиционално пекао у глиненим пећима или у тавама. Често су се користили као омотач за месо и друге састојке, чинећи их практичним за ношење и конзумацију. Пре него што су велике камене пећи постале уобичајене у средњем веку, сомунски хлебови пуњени или украшени разним састојцима пекли су се појединачно. Овај тип јела постао је изузетно популаран у регионима под утицајем Отоманског царства, укључујући Турску, Јерменију, Либан и друге суседне земље. Лахмаџун, танак сомун са зачињеним млевеним месом, представља један од најпознатијих примера ове кулинарске традиције.